# Clavicornaltica tamdao
Clavicornaltica tamdao là một loài bọ cánh cứng trong họ Chrysomelidae. Loài này được Konstantinov & Duckett miêu tả khoa học năm 2005.